# آيت بن اعمر (آيت عرفا)
آيت بن اعمر هو دُوَّار يقع بجماعة بن صميم، إقليم إفران، جهة فاس مكناس في المملكة المغربية. ينتمي الدوّار لمشيخة آيت عرفا التي تضم 4 دواوير. يقدر عدد سكانه بـ 615 نسمة حسب الإحصاء الرسمي للسكان والسكنى لسنة 2004.

## وصلات خارجية
- البوابة الوطنية للجماعات الترابية
- المندوبية السامية للتخطيط